# Indeogwon (métro de Séoul)
Indeogwon  (hangeul : 인덕원 ; hanja : 仁德院) est une station de passage de la ligne 4 du métro de Séoul. Elle est située au 1566 Gwanyang 2-dong, arrondissement Dongan-gu, de la ville Anyang-si, dans la province (Gyeonggi-do), près de Séoul en Corée du Sud.
Ouverte en 1993, elle est desservie par les rames omnibus et express qui circulent sur la ligne 4.

## Situation sur le réseau

Plan du réseau (2023)

Établie en souterrain, la station Indeogwon, est une station de passage de la ligne 4 du métro de Séoul : elle est située entre la station Government Complex Gwacheon, en direction du terminus nord-est Jinjeop, et la station Pyeongchon en direction du terminus sud-est Oido,.

## Histoire
La station souterraine, nommée Indeogwon, est mise en service, le 15 janvier 1993, lors de l'ouverture à l'exploitation, de la ligne Gwacheon, 5,7 km entre Geumjeong et Indeokwon. Cette section est alors exploitée, avec la ligne Ansan, dans le cadre de la ligne 1 du métro de Séoul.
Elle devient une station de la nouvelle ligne 4 du métro de Séoul lors de son ouverture le 1er avril 1994, en assimilant notamment la ligne Gwacheon.

## Services aux voyageurs

### Accès et accueil
Établie au 1566 Gwanyang 2-dong, la station dispose de huit bouches, numérotés de 1 à 8. Des escaliers, escaliers mécaniques et ascenseurs permettent les circulations piétonnes entre les différents niveaux. Elle est notamment équipée d'une billetterie avec des automates pour l'achat de titres de transport. Les quais de la station sont équipés de portes palières.

### Desserte
Indeogwon est desservie par les rames omnibus et express qui circulent sur la ligne 4.

Installations
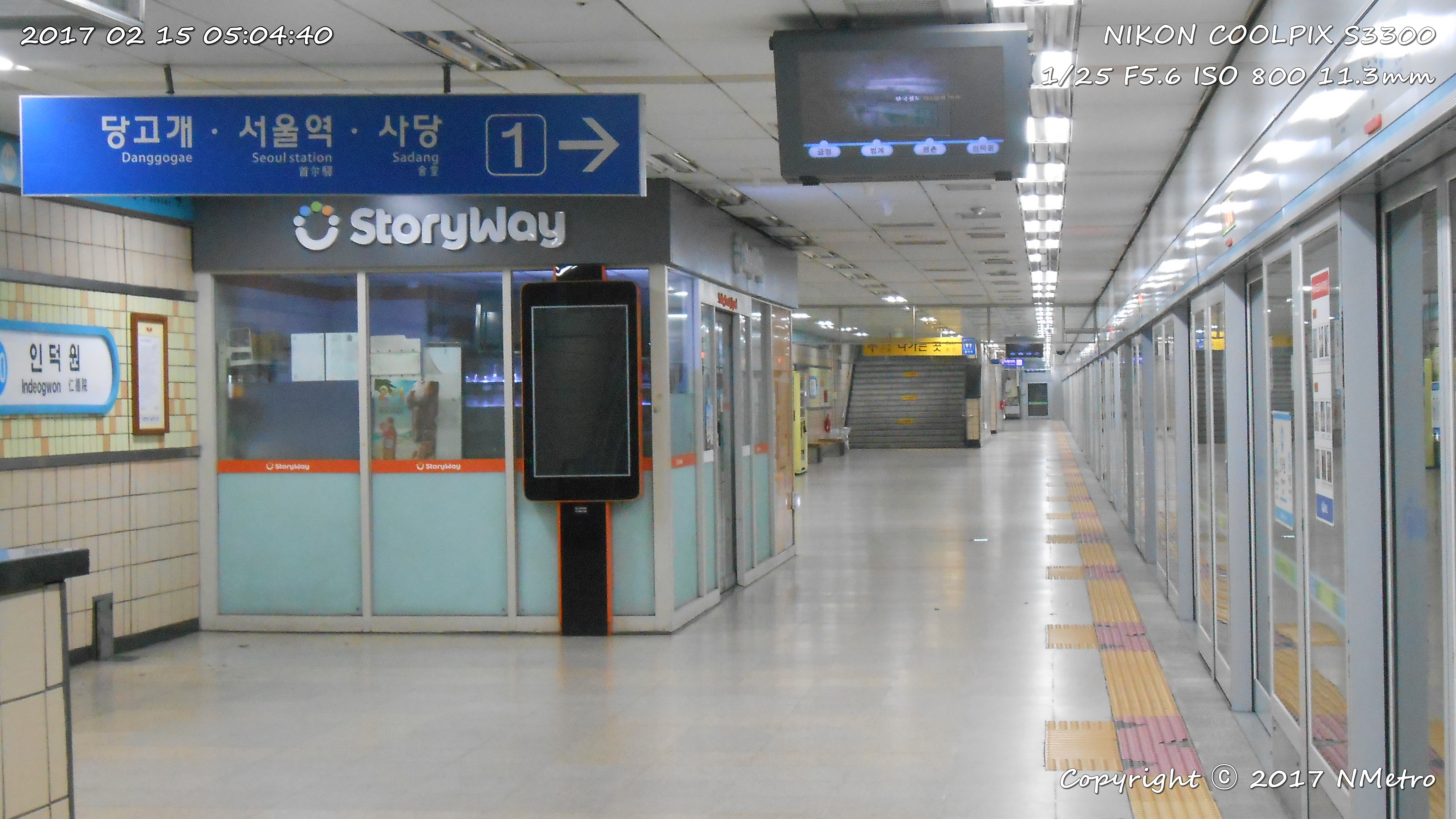
En 2017.
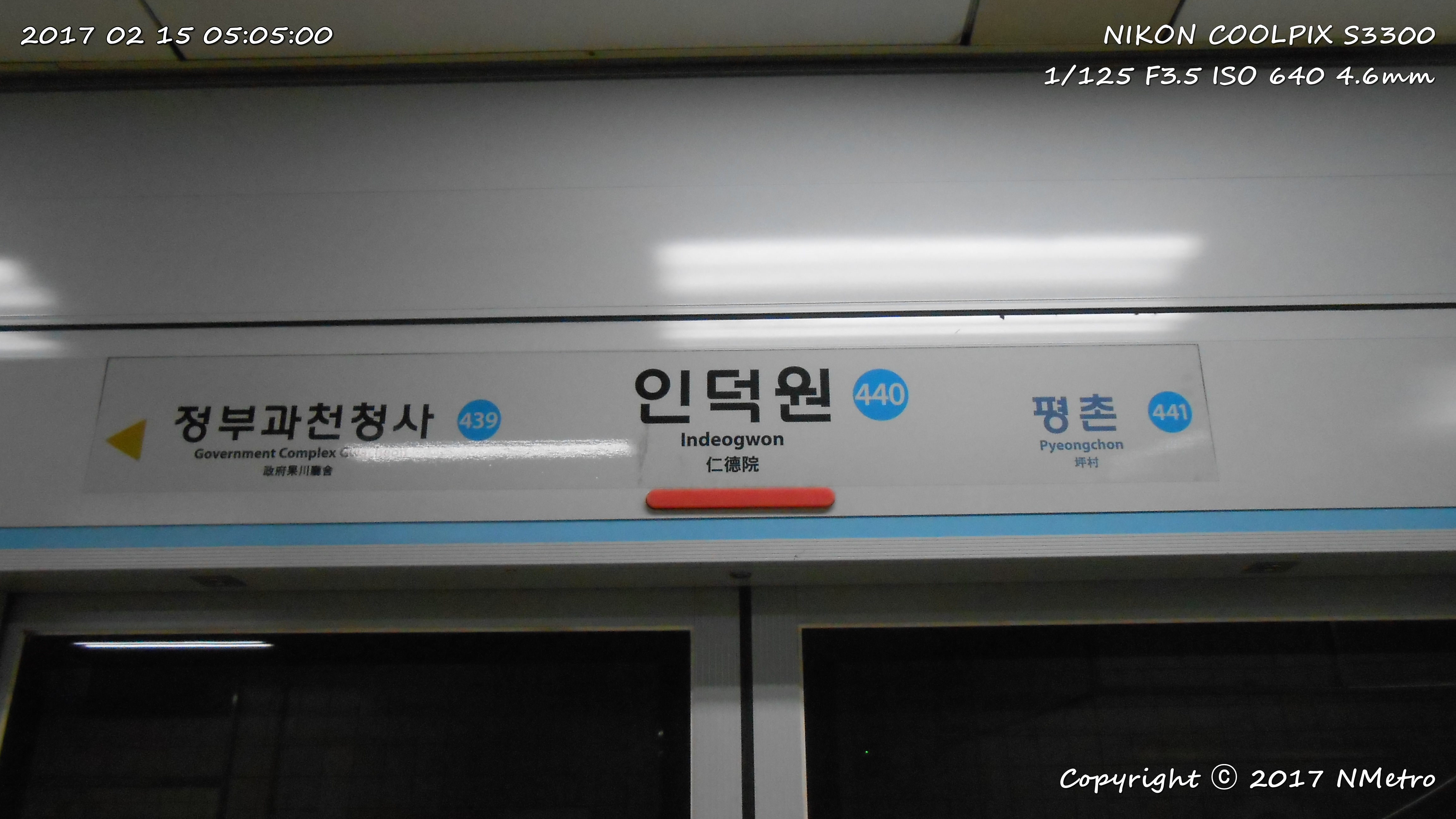
En 2017.
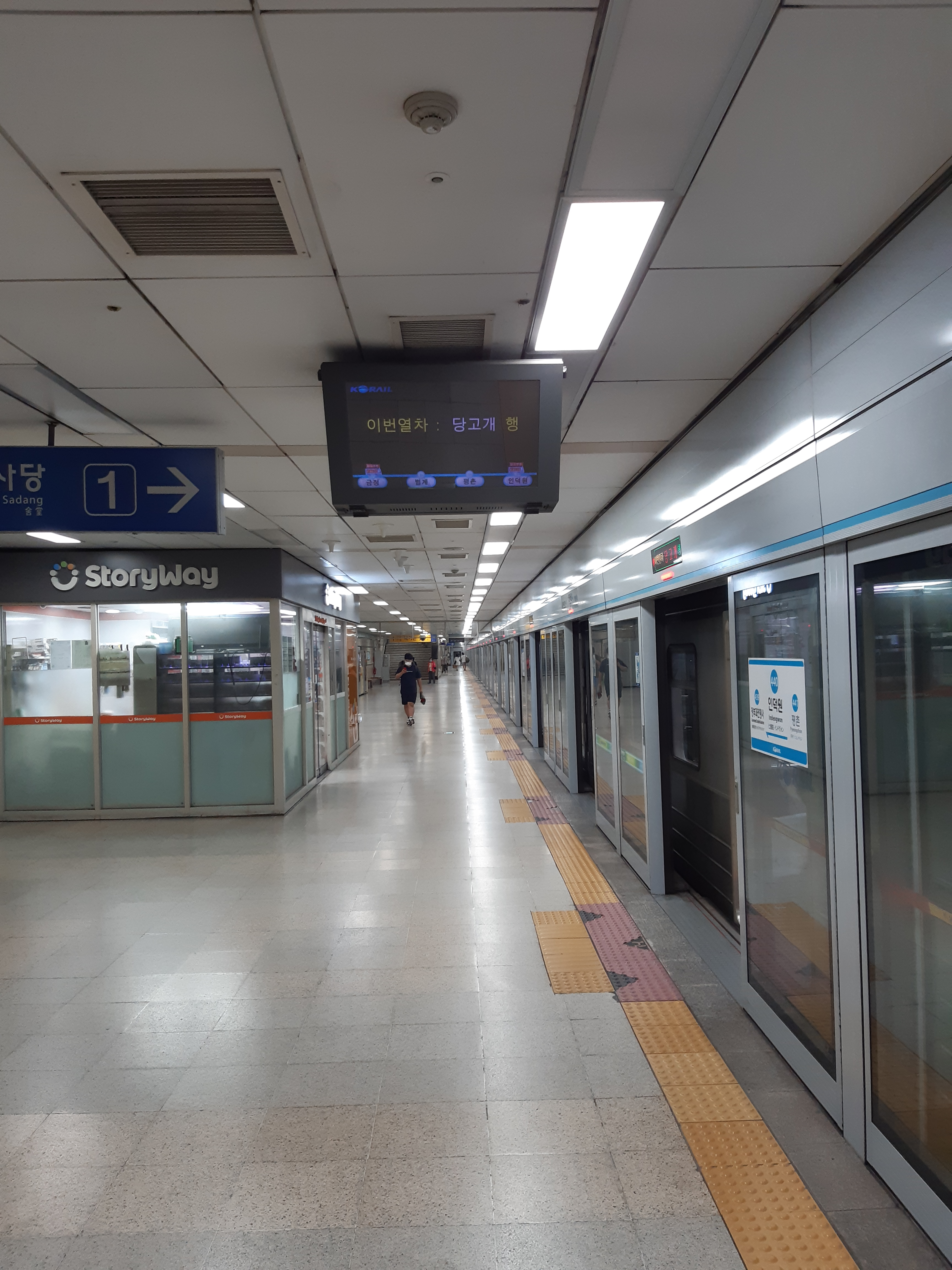
En 2020.

### Intermodalité
Des arrêts de bus urbains sont situés à proximité de certains accès.